# Trofônio

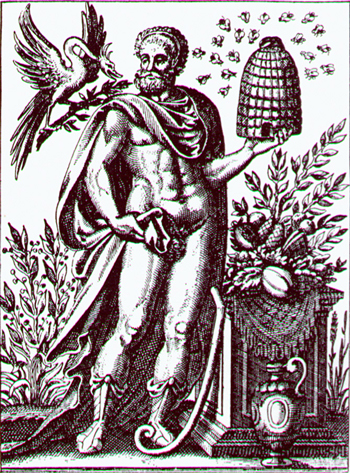
Trophonius

Trophonius, Trofónio (português europeu) ou Trofônio (português brasileiro) foi um hábil arquiteto, construtor do Templo de Delfos.
A caverna onde foi sepultado era célebre pelos seus oráculos. Os que consultavam o oráculo de Trofônio ficavam melancólicos para toda a vida.
Desta forma, criou-se a expressão proverbial entre os gregos: Consultou o oráculo de Trofônio ou Saiu da caverna de Trofônio, para designar uma pessoa grave e taciturna.
Diz a lenda que da caverna de trofônio as pessoas saíam desfiguradas, após consultarem a pítia que interpretava os oráculos.